# آخر شب با ست مایرز
آخر شب با ست مایرز (انگلیسی: Late Night with Seth Meyers) یک برنامه گفتگوی آخر شب است که توسط ست مایرز از ان‌بی‌سی میزبانی می‌شود. این برنامه از ۲۴ فوریه ۲۰۱۴ پخش می‌شود.